# 慶廉 (道光進士)
庆廉（1810年 - ？），字儉泉，號正心，章佳氏，正白旗满洲人，道光十六年（1836年）进士。不久因被查出身体残疾，不符合八旗考生规定，被清宣宗革去功名。

## 生平
道光十五年乙未（1835）恩科顺天乡试举人，道光十六年丙申恩科三甲第八十一名进士。清代录用旗员，首重骑射，八旗士子应试，均应先试以骑射，合式者方准入场。然而五月新科进士引见时，宣宗见庆廉形同残废，步履维艰，故而生疑，御史永桐亦奏请核实，宣宗即下令彻查。
据御史陈功所奏，兵部司员办理考试，时有蒙混。宣宗派耆英、武忠额调查，奏称庆廉于道光十一年（1833年）送考时，曾被监射大臣奕绘、那清安核驳扣除。宣宗嘉许二人办理认真，遂将已经因病开缺之奕绘加恩赏食半俸，对已经身故之那清安，则将其子全庆赏加二级。而本科监射王大臣均被处分，相关兵部司员容恩、伊龄安均解任。
六月，长龄等奏称庆廉系兵部员外郎容恩胞侄，容恩为该部掌印司员，与伊龄安会同办理通行。宣宗命不必交部议处，将二人即行革职，以示惩儆。宣宗认为，庆廉本人虽然中进士，但覆试、殿试均名次在后，朝考又未能入选，“即以文理而论。亦属平常”，因此又将庆廉进士革去。

## 家庭
- 始祖穆都巴顔。“章佳氏穆都巴顔，初居長白山俄穆和蘇魯地方。……後其五子又各居一地，長子扎克丹巴顔遷費雅郎阿地方，次子章庫始遷馬兒墩章佳地方，再遷穆奇倭赫昂巴等地方，第三子輝色遷宜漢阿拉地方，第四子薩穆什庫遷牡丹村地方，第五子𤓰喇遷舍倫村地方”（据《八旗滿洲氏族通譜》卷40）。
- 世祖扎克丹巴顏。胞兄輝色，后代有镶黄旗满洲、雍正癸丑進士尹繼善家族。
- 世祖瑚魯瑚昌吉鼐（又爾扈常額尼）。“瑚魯瑚昌吉鼐，正藍旗人，穆都巴顔長子扎𠑽丹巴顔之子也，原居長白山俄漠和蘇魯，繼遷費雅郎阿地方，國初來歸。其元孫庫岱原任佐領，阿思哈原任三等䕶衞”（据《八旗滿洲氏族通譜》卷40）。
- 世祖爾吉巴克什。
- 世祖都護巴顏。
- 世祖雅爾泰。
- 世祖阿思哈，原任三等䕶衞。
- 太高祖康熙四十八年（1709年）己丑科联捷進士、刑部尚书文勤公阿克敦。
- 高祖阿桂，一等誠謀英勇公、武英殿大学士兼首席軍機大臣。家族从此改隸正白旗满洲。
- 曾祖父阿思達，三等子，內大臣，陝甘、兩廣、直隸總督。曾祖母瓜爾佳氏（父正白旗滿洲、康熙己丑科進士、湖廣總督塞楞額）。
- 祖父那彦成，乾隆五十四年（1789年）进士。祖母（繼配）愛新覺羅氏（父陝甘總督、正白旗宗室恆瑞）。胞姊章佳氏，嫁榮恪郡王綿億（父榮純親王永琪即乾隆帝第五子）。
- 父容安，世襲三等子爵，伊犁參贊大臣、伊犁將軍。嫡母元配愛新覺羅氏（父宗室綿瀚，祖父貝勒永璦，曾祖理恪郡王弘㬙，高祖允礽即康熙帝第二子）；生母繼配那木都魯氏（父正白旗滿洲、兩江總督与陜甘總督先福）。胞兄容恩，兵部掌印員外郎；其子道光二十三年科举人庆琛。胞兄容照，馬蘭鎮總兵兼管內務府大臣。
- 姑母一章佳氏，嫁道光壬辰恩科進士、正蓝旗宗室惠林（胞兄嘉慶己巳恩科進士宗室瑞林，父盛京将军、奉恩輔國公晉昌）。
- 姑母二章佳氏，嫁鑲黃旗滿洲富察氏聯豐（祖父頭等侍衛、山西巡撫明興，祖伯父三等襄勇侯明亮 (清朝)）。
- 姑母三章佳氏，嫁内务府正黄旗蒙古、嘉庆辛未科進士伍堯氏桂馨（父诗人法式善）。
- 胞姊章佳氏，嫁镶蓝旗宗室載輝（胞兄道光辛丑科進士、不入八分輔國文恪公載齡）。
- 妻鈕祜祿氏（父福隆阿）。
- 子三等子鄂禮（字立庭），工部郎中、侍讀學士、副都統銜駐藏幫辦大臣。孙儿賡音。
- 女一章佳氏，嫁内务府正白旗汉军、湖北荆州府知府李恆琛（父湖南按察使魁聯，胞侄词人画家李孺）。其女李寶蘩 (字伯祁)，嫁内务府正黄旗汉军、光绪十五年己丑（1889）進士楊鍾羲。
- 女二章佳氏，嫁光緒六年进士、正蓝旗宗室溥良。